# Sint-Barbarakerk (Vreeswijk)
De Sint-Barbarakerk is een rooms-katholieke parochiekerk in Vreeswijk, gemeente Nieuwegein. De kerk is gewijd aan de heilige Barbara van Nicomedië. Het kerkgebouw aan de Koninginnenlaan werd ingewijd in 1910 door mgr. Van de Wetering. Het verving een ouder kerkgebouw uit 1806. Het gebouw en de geloofsgemeenschap maken samen met acht omliggende kerken deel uit van de Parochie van de Heilige Drie-eenheid.

## Voorgeschiedenis
In de middeleeuwen beschikte Vreeswijk over een eigen kerk met een eigen pastoor. Toen in 1580 de beoefening van de katholieke godsdienst werd verboden, bleef de pastoor vasthouden aan het oude geloof. Na twee jaar werd hij alsnog door Utrechtse regenten gearresteerd. Het kerkje ging over op de protestanten. De katholieken van Vreeswijk gingen toen kerken in schuilkerkjes op de omliggende landgoederen. 
Toen in 1688 Jutphaas een nieuwe grotere schuilkerk kreeg, kreeg Vreeswijk van hieruit ook een eigen pastoor. Een eigen kerkgebouw kwam pas in 1797. Een voormalige kostschool aan de samenvloeiing van de vaart met de Lek werd van binnen omgebouwd tot kerkzaal en pastorie. De parochie wordt gewijd aan de heilige Barbara. Vanwege de groeiende bevolking werd de kerkruimte al snel te klein en in 1806 werd op deze plek een grotere kerk gebouwd. De eerste steen werd door de negenjarige Mathijs den Hartog gelegd. Deze steen is in het voorportaal van de kerk te zien. In 1848 wordt deze kerk nog eens uitgebouwd. Ook deze kerk werd al spoedig te klein.

## Bouw van de huidige kerk
In 1868 wordt aan de Koninginnenlaan de villa Schoonzicht aangekocht. De grote tuin kreeg de functie als katholieke begraafplaats. In 1900 wordt een verzoek om de oude Barbarakerk nog eens te vergroten afgewezen. Dan besluit men om de villa op de begraafplaats te slopen om op die plek een grote nieuwe kerk te bouwen. In 1908 wordt de klus uitbesteed voor f74.625,-. Architect is de Amersfoortse Herman Kroes. Op 21 juni 1909 wordt de eerste steen gelegd. Op 14 juli 1910 wordt de kerk door mgr. Van de Wetering ingewijd. 

## Interieur
Door geldgebrek blijft het interieur bescheiden. Wel kunnen er een aantal altaren aangeschaft worden van de hand van Mengelberg. Verder wordt de kerk vooral opgesierd door wandmozaïeken. De beelden op de zijaltaren zijn nog afkomstig uit de oude kerk. Pas in 1950 wordt er een orgel aangeschaft. Michel van Overbeeke maakte in 2011 vijf glasramen voor de kerk.